# Вільне (Охтирський район)
Ві́льне (до кінця XVII ст. місто Вольний) — село в Україні, у Великописарівській громаді Охтирського району Сумської області. Площа — 794,3 га. Населення становить 991 особу. Колишній орган місцевого самоврядування — Вільненська сільська рада, якій належали також села Їздецьке, Широкий Берег, Станичне, Шурове, Дружба.

## Географія
Село Вільне розташоване на правому березі річки Ворскла, вище за течією примикає село Стрілецька Пушкарка, нижче за течією на відстані 1 км розташоване село Сидорова Яруга, на протилежному березі село Ямне.
Річка у цьому місці звивиста, утворює лимани, стариці та заболочені озера.
Село розташоване на автотрасі Т 1901 Харків — Суми (від обох на відстані 100 км). Відстань до Великої Писарівки — 7 км. Село розташоване в лісостепу, на правому березі річки Ворскла.

## Історія
Вільний або Вільне, як фортеця на Бєлгородській лінії укріплення, було побудовано в 1640 році. У період визвольної війни з поляками воєводи Вільного уважно стежили за тим, що відбувалося в Україні і про це повідомляли Москву. У 1709 році в місті Вільне зробив зупинку московський цар Петро І, оглянув фортецю, зробив ряд зауважень. Також у Вільне приїздили учений дипломат і полководець Я. В. Брюс, 18 — річний син Петра І — Олексій.
В кінці XVII ст. оборонну лінію було перенесено на південь, і місто втратило значення опорного пункту.
У XVIII ст. слобода Вільне належала до Охтирського слобідського козацького полку, була осередком воєводської канцелярії; після 1765 р. перетворилася на центр комісарства. За даними на 1779 р. Вільне — слобода (містечко) Богодухівського повіту Харківського намісництва, населення якої становили 1217 осіб (1184 однодворці, 25 власницьких підданих, 5 селян, 3 цигани).
За даними 1864 р., Вільне — казенна слобода Богодухівського повіту Харківської губернії, що мала 1 церкву, училище, 4 ярмарки, 369 дворів; мешканців — 1122 чоловічої статі і 1092 жіночої статі. Наприкінці XIX століття відкрилася також лікарня, кількість населення зросла до 4000 осіб. Паралельно з назвою «Вільне» побутувала інша назва слободи — «Козацьке».
Радянська окупація встановлена в 1917 році. В ХХ ст. село Вільне ввійшло до Сумської області . Близько 500 чоловік воювали на фронтах Другої світової війни , 382 із них загинуло та пропало безвісти . За визволення с. Вільне в серпні 1943 року загинуло 16 солдатів, на їх честь споруджено пам'ятник . Також встановлено пам'ятник і викарбувані імена всіх воїнів — односельців, які не повернулися з фронту.
Село постраждало внаслідок геноциду українського народу, проведеного урядом СССР 1932—1933 та 1946–1947 роках.

## Сьогодення
На території сільської ради працюють два приватні сільськогосподарські підприємства «Вільне» і «Рассвєт», фермерське господарство «Артеміда», Вільненський навчально — виховний комплекс, Вільненський будинок культури, Їздочанський досуговий об'єкт, два відділення поштового зв'язку, шість торгових точок приватних підприємців. До 1995 року в с. Їздецьке працював цегельний завод.
Приватні сільськогосподарські підприємства займаються вирощуванням зернових культур, соняшника, кукурудзи, цукрових буряків. В галузі тваринництва в приватних підприємствах утримується велика рогата худоба, займаються виробництвом молока і м'яса.
12 червня 2020 року, відповідно до розпорядження Кабінету Міністрів України № 723-р «Про визначення адміністративних центрів та затвердження територій територіальних громад Сумської області», село увійшло до складу Великописарівської селищної громади.
19 липня 2020 року, в результаті адміністративно-територіальної реформи та ліквідації Великописарівського району, увійшло до складу новоутвореного Охтирського району.

## Населення

### Мова
Розподіл населення за рідною мовою за даними :
| Мова            | Кількість | Відсоток |
| --------------- | --------- | -------- |
| російська       | 872       | 87.99%   |
| українська      | 116       | 11.71%   |
| вірменська      | 1         | 0.10%    |
| болгарська      | 1         | 0.10%    |
| інші/не вказали | 1         | 0.10%    |
| Усього          | 991       | 100%     |

## Пам'ятки
- «Ямний» — гідрологічний заказник місцевого значення (у складі Гетьманського НПП).

## Уродженці
Бердін Віталій Андрійович — український військовик, учасник російсько-української війни.